# GOLDEN☆BEST 内山田洋とクール・ファイブ
『GOLDEN☆BEST 内山田洋とクール・ファイブ』（ゴールデン・ベスト うちやまだひろしとクール・ファイブ）は、コーラス・グループ、内山田洋とクール・ファイブのベスト・アルバム。2005年10月26日発売。発売元はBMG JAPAN。規格品番：BVCK-38109。

## 解説
各レコード会社から発売されている“ゴールデン☆ベスト”シリーズの中の1枚。
レコード･デビュー曲「長崎は今日も雨だった」をはじめ、「東京砂漠」「そして、神戸」「中の島ブルース」など、ご当地ソングや『NHK紅白歌合戦』で歌われた楽曲が多数収録されている。本ベスト・アルバムの発売から約1年後、グループのリーダーで作曲もこなした内山田洋が逝去（2006年11月3日没）。

## 収録曲
特記以外　編曲:森岡賢一郎
1. そして、神戸
  - 作詞:千家和也　作曲:浜圭介
  - 第58回NHK紅白歌合戦 歌唱曲。
  - 前川がソロで歌ったこともある[3]。
2. 長崎は今日も雨だった
  - 作詞:永井貴子　作曲:彩木雅夫
  - 第20回（初出場）・第57回NHK紅白歌合戦[4] 歌唱曲。
  - 前川がソロで歌ったこともある[5]。
3. 愛の旅路を
  - 作詞:山口あかり　作曲:藤本卓也
4. 恋さぐり夢さぐり
  - 作詞:嶺岸未来　作曲:ニール・セダカ
5. 愛のいたずら
  - 作詞:安井かずみ　作曲:彩木雅夫
6. 恋は終わったの
  - 作詞・作曲:チャーリー石黒　編曲:羽田健太郎
7. この愛に生きて
  - 作詞:阿久悠、作曲:彩木雅夫　編曲:馬飼野俊一
8. 噂の女
  - 作詞:山口洋子　作曲・編曲:猪俣公章
  - 第21回・第33回NHK紅白歌合戦 歌唱曲
9. すべてを愛して
  - 作詞:川内康範　作曲:鈴木淳
10. 逢わずに愛して
  - 作詞:川内康範　作曲:彩木雅夫
11. 北ホテル
  - 作詞:夢野めぐる　作曲:猪俣公章　編曲:小杉仁三
12. 港の別れ唄
  - 作詞:有馬三恵子　作曲:内山田洋　編曲:馬飼野俊一
  - 第22回NHK紅白歌合戦 歌唱曲
13. 東京砂漠
  - 作詞:吉田旺　作曲:内山田洋
  - 第27回・第59回NHK紅白歌合戦 歌唱曲。
  - 前川がソロで歌ったこともある[6]。
14. 気まぐれ雨
  - 作詞:斎藤保　作曲:吉田佐
15. 中の島ブルース
  - 作詞:斎藤保　作曲:吉田佐
  - 第26回NHK紅白歌合戦 歌唱曲
16. 思い切り橋
  - 作詞:山田孝雄　作曲:浜圭介　編曲:竜崎孝路
  - 第28回NHK紅白歌合戦 歌唱曲
17. 西海ブルース
  - 作詞:永田貴子　作曲:尾形よしやす
18. さようならの彼方へ
  - 作詞:千家和也　作曲:筒美京平　編曲:高田弘
  - 第29回NHK紅白歌合戦 歌唱楽曲
19. 恋唄
  - 作詞:阿久悠　作曲・編曲:鈴木邦彦
20. Last Song
  - 作詞:伊達歩　作曲・編曲:都倉俊一

## メンバー
- 内山田洋
- 前川清
- 宮本悦朗
- 小林正樹
- 岩城茂美
- 森本繁